# Antoine Barnave
Antoine Pierre Joseph Marie Barnave (Grenoble, 1761. október 22. – Párizs, 1793. november 29.) francia politikus, a francia forradalom legbuzgóbb híveinek egyike.

## Élete
Grenoble független bíróságán kezdte jogi pályáját. A forradalom kitörésekor az angol alkotmánynak Franciaországba való átültetését javasolta. 1789-ben szülővárosa képviselőnek választotta. Mint a forradalmi eszmék ügyes és lelkes előharcosa gyorsan népszerű ember lett. Az emberi jogokról szóló határozatot ő sürgette leginkább. 1789. július 23-án a nemzetőrség szervezésére nézve adott be javaslatot, szeptember 13-án az egyházi javak lefoglalása mellett nyilatkozott; december 26-án a politikai jogok gyakoriasa felett támadt vitában Barnave nemcsak a protestánsok, hanem a zsidók sőt a színészek és hóhérok számára is egyforma polgári jogokat követelt. Midőn a nemzetgyűlés mérsékelt tagjai 1790-ben klubot alakítottak, Barnave a jakobinus klubot léptette életbe. A nemzetgyűlésben a király vétó-joga ellen tiltakozott, 1790. május 21-én a királynak béke és háború felett való rendelkezési jogát támadta meg. Legnagyobb politikai ellenfele Mirabeau volt, akit akkor az udvar már a maga pártjára nyert meg. 1790-ben néhány hónapig Grenoble polgármestere volt. Mint a gyarmatbizottság tagja, a szerecsenek és egyéb vad emberfajok számára is követelte a teljes szabadságot. A király szökése után Barnave Jérôme Pétion de Villeneuve-vel és Latour-Maubourggal egyetemben azt a megbízást kapta, hogy a királyi családot Varennes-ből hozza vissza Párizsba. A királyi családdal való személyes érintkezés és a forradalom rohamos és radikális fejlődése arra bírták, hogy ezentúl a király párthívei közé álljon. Kijelentette, hogy a király személyét sérthetetlennek tartja és védelmezte a papokat, akik a gyűlés rendeleteinek eleget tenni nem akartak. Barnave erősen bízott abban, hogy Franciaországot az alkotmányos királyság fogja megmenteni; ez értelemben a királyt is tanácsokkal szolgálta, de miután látta, hogy ez nem hallgat reá, visszavonult Grenoble-ba. Később a királyi udvarral folytatott levelezése miatt elfogták és tizenöt havi fogság után a nyaktilóval kivégezték. A konzulátus idején, mint jeles szónoknak és a liberalizmus lelkes bajnokának szobrot állítottak neki a szenátus termében, de a Bourbonok restaurációja után ezt a szobrot ismét eltávolították. Munkáit (Oeuvres posthumes) nővére, Mme Saint-Germain és M. Bérenger adta ki 4 kötetben (Paris, 1843).